# 第三届东方风云榜
第三届东方风云榜于1996年3月15日在上海体育馆举行。

## 获奖名单
- 最受欢迎男歌手：罗中旭
- 最受欢迎女歌手：孙悦
- 最佳作词：洛兵《你的明天会很美》
- 最佳作曲：许建强《伤心雨》
- 东方新人：甄凌《焰火》、方远《我的世界因为你而改变》、李泉《你慢慢走吧》、戴军《阿莲》、火鸟三人组《红红的蝴蝶结》
- 最佳MTV：老狼《恋恋风尘》
- 十大金曲：

| 十大金曲       | 演唱   | 作词   | 作曲   |
| 中国           | 高枫   | 高枫   | 高枫   |
| 祝你平安       | 孙悦   | 刘青   | 刘青   |
| 九月九的酒     | 陈少华 | 陈树   | 朱德荣 |
| 伤心雨         | 王子鸣 | 苏拉   | 许建强 |
| 起风的黄昏     | 罗中旭 | 罗中旭 | 罗中旭 |
| 她的名字叫阳光 | 高林生 | 范立   | 高林生 |
| 执着           | 田震   | 许巍   | 许巍   |
| 蕾             | 林依轮 |        |        |
| 你的明天会很美 | 潘劲东 | 洛兵   | 三宝   |
| 我想去桂林     | 韩晓   | 陈凯   | 张全复 |